# Denti del Broglio
I Denti del Broglio (Dents du Broglio in francese (3.454 m s.l.m.) sono una montagna del Massiccio del Gran Paradiso collocata tra il Piemonte e la Valle d'Aosta.

## Caratteristiche

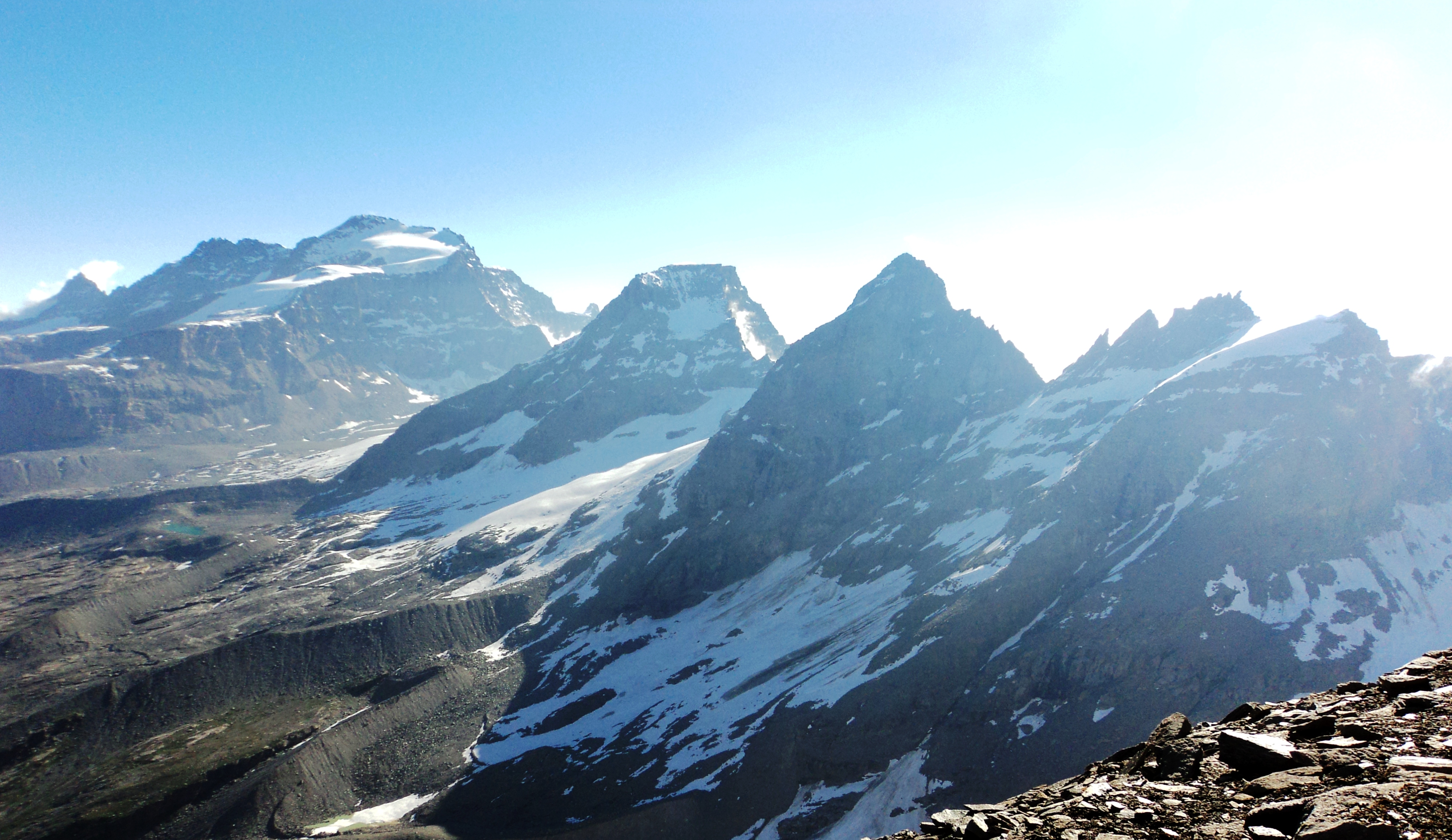
La lunga cresta che partendo dal Gran Paradiso (a sinistra) e passando per il Ciarforon e la Becca di Monciair arriva ai Denti di Broglio.

La montagna è collocata ad ovest del massiccio del Gran Paradiso lungo la cresta che dal Ciarforon scende fino alla Punta Fourà. Dal versante valdostano si trova al fondo della Valsavarenche mentre dal versante piemontese domina la Valle dell'Orco.
La montagna presenta più vette: la Punta Nord, due Punte Centrali e la Punta Sud (la più elevata).

## Salita alla vetta
Dal versante piemontese si può salire sui Denti del Broglio partendo dal Bivacco Giraudo (2.630 m).